# Cyrtandra clarkei
Cyrtandra clarkei là một loài thực vật có hoa trong họ Tai voi. Loài này được Stapf mô tả khoa học đầu tiên năm 1894.